# SZ–300
Az SZ–300 nagy hatómagasságú légvédelmi rakétarendszer, melyet az 1970-es években fejlesztettek ki a Szovjetunióban, elsősorban a fix telepítésű Sz-25 Berkut, Sz-75M Volhov és Sz-125M Nyeva leváltására, emellett hosszútávú cél volt az Sz–200 rendszer leváltása. Alkalmas ballisztikus rakéták és nagyon alacsonyan repülő célok elfogására is. Az eredeti SZ–300P rendszert folyamatosan továbbfejlesztik, így jelenleg többféle, méretében, paramétereiben, szállító járművében eltérő rakéta alkotja. Továbbfejlesztett változata az SZ–400.

## Külső hivatkozások
- S-300PMU / SA-N-6 SA-10 GRUMBLE – A Globalsecurity.org-on
- Információk az SZ-300-ról
- Almaz-antey.ru katonai katalógus oroszul és angolul
- Az Sz-300P család története és képességei 1. rész
- Az Sz-300P család története és képességei 2. rész